# Enìa
Enìa S.p.A. è stata una società per azioni italiana che operava nel settore dei multiservizi. Era l'azienda per i servizi di pubblica utilità nelle Province di Parma, Piacenza e Reggio Emilia.
Dal 1º luglio 2010 è stata incorporata in Iride, che ha cambiato ragione sociale in Iren S.p.A.

## Storia
Enìa nacque nel marzo 2005 dalla fusione delle aziende municipalizzate operanti nelle Province di Parma (AMPS), Piacenza (TESA) e Reggio Emilia (AGAC).
È stata annunciata la fusione con Iride il 16 ottobre 2008, divenuta operativa il 1º luglio 2010 con la nascita di Iren.

## Ex Consiglio d'Amministrazione
- Presidente: Andrea Allodi
- Vicepresidente: Marco Elefanti
- Amministratore delegato: Andrea Viero
- Consigliere: Francesco Micheli
- Consigliere: Alessandro Maria Ovi
- Consigliere: Ettore Rocchi
- Consigliere: Augusto Scianchi
- Consigliere: Giuliano Tagliavini
- Consigliere: Giancarlo Cimoli
- Consigliere: Bruno Giglio
- Consigliere: Orfeo Gozzi

Dati aggiornati al 7 dicembre 2007 secondo le comunicazioni della Consob.

## Ex principali partecipazioni
- Aciam S.p.A. - 29.09%
- Acquaenna S.c.p.a. - 46%
- Agac It S.p.A. - 100%
- Agactel S.p.A. - 100%
- Aguas de San Pedro S.A. de C.V. - 30%
- Bonifica autocisterne S.r.l. - 51%
- BT Enìa Telecomunicazioni SPA - 12%
- Delmi S.p.A. - 15%. Delmi possiede il 50% di Transalpina di Energia che controlla il 63% di Edison.
- Ecogea S.r.l. – 20
- Efesto S.p.A. - 100
- Enìa Energia S.r.l. – 100
- Enìa Parma S.r.l.- 100%
- Enìa Piacenza S.r.l. - 100%
- Enìa Progetti S.p.A. - 100%
- Enìa Reggio Emilia S.r.l - 100%
- Fata Morgana S.p.A. - 25%
- Il Tempio S.r.l. - 50%
- Iniziative Ambientali S.r.l. - 40%
- It.City S.p.A. - 72.08%
- Metra S.p.A. – 100%
- Mipiace.com S.p.A. - 97%
- Piana Ambiente S.p.A. - 25%
- Rio Riazzone S.p.A. - 44%
- Sarem S.r.l. – 100%
- So.Sel. S.p.A – 24%
- Tecnoborgo S.p.A. – 51%
- Tema S.c.r.l. – 51%
- Tesa Energia S.r.l. - 53%

## Ex azionisti
- Comune di Reggio Emilia - 21.924%
- Comune di Parma - 17.282%
- Comune di Piacenza - 4.620%
- Amber Capital LP - 2.140%
- Ecofin Ltd - 2.048%
- Pictet Asset Management Ltd - 2.024%

Dati aggiornati al 7 dicembre 2007 secondo le comunicazioni della Consob.

## Ex dati societari
- Ragione sociale: Enìa S.p.A.
- Sede Legale: Strada Margherita 6/a - 43100 Parma
- Partita Iva: 02346610344
- Slogan: Più grande più vicina

## Fonti
- Bilancio al 30.06.2007 di Enìa S.p.A. (PDF), su eniaspa.it. URL consultato il 7 dicembre 2007 (archiviato dall'url originale il 24 aprile 2009).
- www.consob.it, su consob.it.
- www.borsaitaliana.it, su borsaitaliana.it.